# جوزيه أنطونيو كاناليس ريفيرا
جوزيه أنطونيو كاناليس ريفيرا (بالإسبانية: José Antonio Canales Rivera)‏ هو مصارع ثيران وماتادور إسباني، ولد في 28 مارس 1974 في برباط في إسبانيا.

## روابط خارجية
- جوزيه أنطونيو كاناليس ريفيرا على موقع IMDb (الإنجليزية)